# アーサー・オブ・コノート
アーサー・オブ・コノート・アンド・ストラサーン（英語: Arthur of Connaught and Strathearn, 1883年1月13日 - 1938年9月12日）は、イギリスの王族、軍人。南アフリカ連邦総督を務めた（在任：1920年 - 1923年）。ヴィクトリア女王の孫息子にあたる。

## 生涯
ヴィクトリア女王の三男であるコノート＝ストラサーン公爵アーサーとその妻であるプロイセン王女ルイーズ・マーガレットの間の長男（第2子）としてウィンザー城に生まれた。アーサーはイギリス王子として初めてイートン・カレッジに学び、サンドハースト王立陸軍士官学校を経てイギリス第7驃騎兵連隊に所属した。第二次ボーア戦争に同連隊とともに従軍し、クルーガースドープに数か月駐屯した。1907年、アーサーは第2竜騎兵連隊（現在のロイヤル・スコッツ・グレイズ）所属の大尉に昇進し、1920年には同連隊の名誉連隊長に就任した。
第一次世界大戦中、フランスやベルギーに上陸したイギリス海外派遣軍の将軍たち、ジョン・フレンチやダグラス・ヘイグの副官を務めた。1919年には中佐、1922年には大佐と順調に昇進し、1922年10月には名誉的な陸軍少将の役職を得て従兄の国王ジョージ5世の副官となった。第一次大戦当時、ジョージ5世の息子たちはいずれも公務をこなすには幼すぎたため、アーサーがイギリス王室代表として国内外での様々な式典に出席した。
1913年10月15日、アーサーはセント・ジェームズ宮殿のチャペル・ロイヤルにおいて、従姪にあたる第2代ファイフ公爵（女公）のアレグザンドラ王女と結婚した。アレグザンドラはアーサーの従姉に当たるルイーズ王女の長女で、イギリス王女の身分を持ち、父アレグザンダー・ダフからファイフ公爵位をも襲爵していた。夫妻の間には1914年に1男アラステアが生まれた。
1918年、日本の戦艦「霧島」に外国の賓客として招待され、同艦に乗って日本からカナダに渡航している。1920年にバクストン卿の後任として南アフリカ連邦総督となり、1923年にはアスローン伯爵が同職を引き継いだ。イギリスに帰国した後、多くの慈善団体に関わった。
1938年、父に先立って胃癌で死去したため、爵位を受け継ぐことはなかった。アーサーの一人息子でマクダフ伯爵の儀礼称号で呼ばれていたアラステアが、1942年に祖父からコノート公爵を襲爵した。